# Flaminio - Piazza del Popolo (metrostation)

Flaminio - Piazza del Popolo is een ondergronds metrostation aan de lijn A van de metro van Rome dat samen met het initiële deel van de lijn op 16 februari 1980 werd geopend voor reizigersverkeer.

## Geschiedenis
In het metroplan uit 1941 was al een station opgenomen bij het stadsstation van de spoorlijn Roma-Viterbo. Dit zou onder Piazzale Flaminio komen te liggen aan de zuidkant van het stationsplein terwijl lijn A naar het noorden onder de Via Flaminia zou lopen. Na de Tweede Wereldoorlog werd het tracé aangepast en onder de via Cesare Beccaria gelegd, haaks op het eerder geplande tracé. In verband hiermee werd het metrostation in de heuvel aan de oostkant van het stationsplein gebouwd. Het eveneens geplande metrostation bij het monument voor de gebroeders Cairoli werd geschrapt zodat in zuidelijke richting Spagna het volgende metrostation werd. 

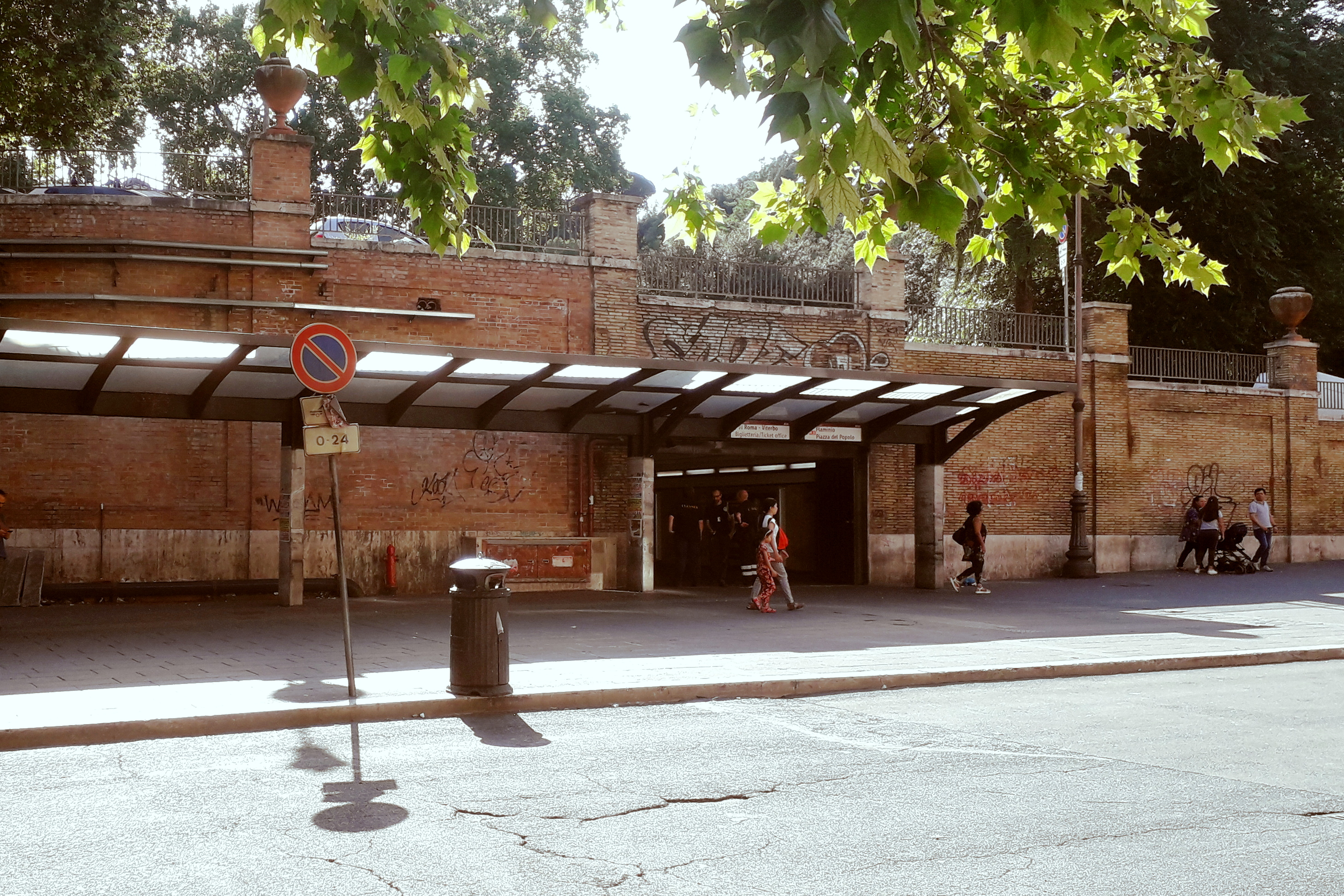
De ingang aan het stationsplein
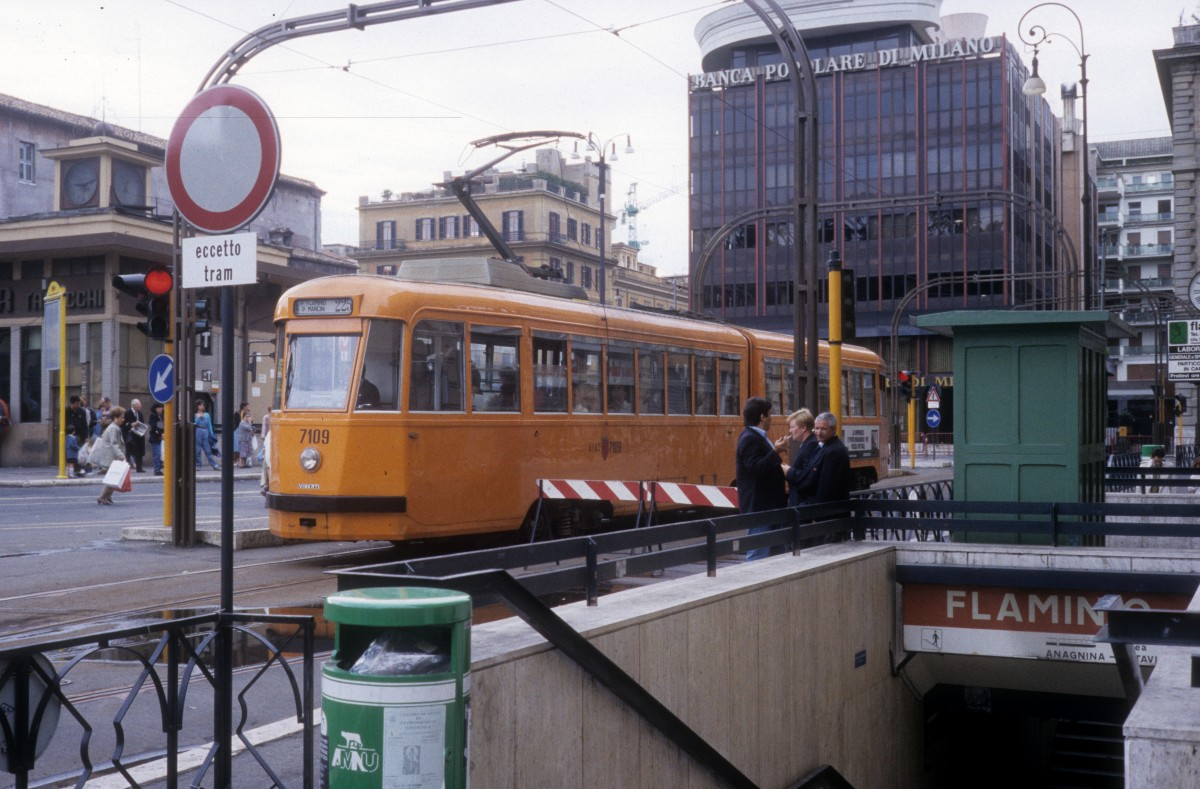
De toegang aan de noordkant van piazzale Flaminio in 1990
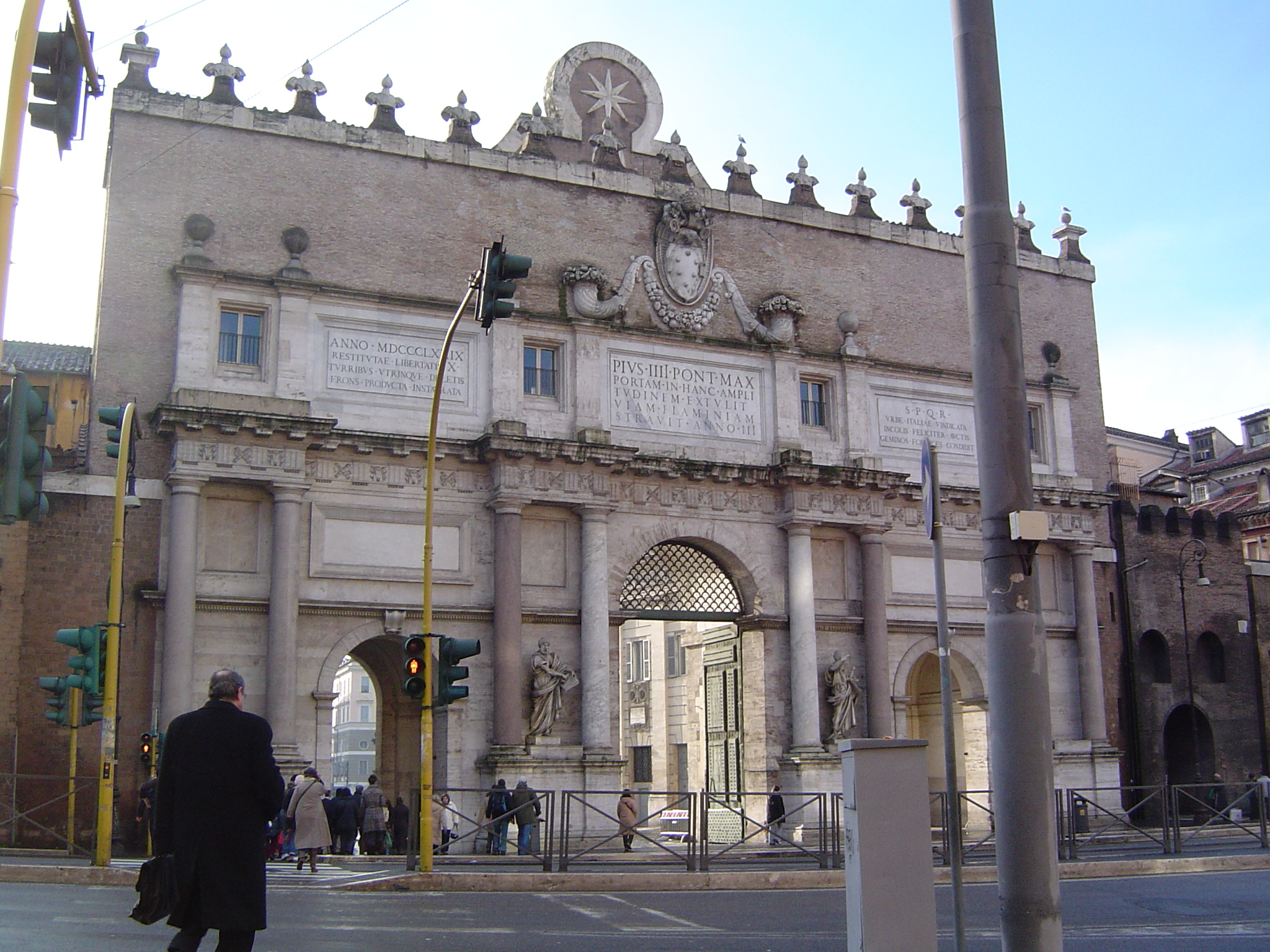
Porta del Popolo aan het Piazzale Flaminio

## Aanleg en inrichting
De bouw van het initiële deel van lijn A vond plaats tussen 1963 en 1979, Flaminio is daarvan het noordelijkste station in de geboorde tunnel. Ten noorden van de perrons buigt de lijn naar het westen en kruist de Tiber met een brug. De verdeelhal werd gebouwd met de openbouwputmethode in het park aan de oostkant van het stationsplein. De verdeelhal is met vaste trappen en roltrappen met de perrons verbonden. Tussen de straat en de verdeelhal zijn twee voetgangerstunnels, de ene heeft een toegang aan het stationsplein terwijl de andere naar de locatie loopt waar in 1941 de perrons gepland waren. Rond de Piazzale Flaminio zijn diverse trappen naar de voetgangerstunnel en reizigers kunnen door de Porta del Popolo in de Aureliaanse Muur het Piazza del Popolo bereiken. In 2000 is deze mogelijkheid onder de aandacht gebracht door de toevoeging Piazza del Popolo aan de stationsnaam. De verdeelhal is opgesierd met mozaïeken van de hand van Paolo D'Orazio en Lee Doe Sjik die in het kader van de ArteMetro-Roma prijs zijn ontworpen.